# Schoenfliesita
La schoenfliesita és un mineral de la classe dels òxids que pertany i dona nom al subgrup de la schoenfliesita. Va ser anomenada l'any 1971 en honor d'Arthur Moritz Schoenflies (1853-1928), professor de matemàtiques de la Universitat de Frankfurt. Les investigacions de Schönflies en la teoria de grups i la topologia van donar com a resultat la prova dels 230 grups espacials. Les seves tècniques d'indexació cristal·logràfica també van facilitar enormement la resolució d'estructures minerals i de cristalls químics.

## Característiques
La schoenfliesita és un hidròxid de fórmula química Mg[Sn(OH)₆]. Cristal·litza en el sistema isomètric. Els seus grans són molt fines i mesuren uns 0.5 μm; també pot aparèixer com a recobriments fibrosos en cassiterita. La seva duresa a l'escala de Mohs és de 4 a 4,5.
Segons la classificació de Nickel-Strunz, la schoenfliesita pertany a «04.FC: Hidròxids (sense V o U), amb OH, sense H₂O; octaedres que comparteixen angles» juntament amb els següents minerals: bernalita, dzhalindita, söhngeïta, burtita, mushistonita, natanita, vismirnovita, wickmanita, jeanbandyita, mopungita, stottita, tetrawickmanita, ferronigerita-2N1S, magnesionigerita-6N6S, magnesionigerita-2N1S, ferronigerita-6N6S, zinconigerita-2N1S, zinconigerita-6N6S, magnesiotaaffeïta-6N'3S i magnesiotaaffeïa-2N'2S.

## Formació i jaciments
La schoenfliesita s'ha trobat com a producte d'alteració hidrotermal de fase tardana de hulsita en pedra calcària metasomatitzada, amb contingut de bor, prop del contacte amb un granit intrusiu (Serralada Brooks, Alaska, EUA); i com a fase final mineral de baixa temperatura en dolomia serpentinitzada associada amb skarns amb contingut de W, Sr, B, Be (Districte Pitkäranta, Rússia). Va ser descoberta a la serralada Brooks.